# Węgleszyn-Dębina
Węgleszyn-Dębina – wieś w Polsce, położona w województwie świętokrzyskim, w powiecie jędrzejowskim, w gminie Oksa.
| SIMC    | Nazwa           | Rodzaj    |
| ------- | --------------- | --------- |
| 0256870 | Dębina Druga    | część wsi |
| 0256886 | Dębina Pierwsza | część wsi |
| 0256892 | Łopata          | część wsi |

W latach 1975–1998 miejscowość administracyjnie należała do województwa kieleckiego.